# NGC 152
NGC 152 là một cụm (thiên hà) mở trong chòm sao Đỗ Quyên. Nó được phát hiện bởi John Herschel vào ngày 20 tháng 9 năm 1835.